# Area archeologica di Malignano
L'area archeologica di Malignano è una necropoli etrusca situata presso la località di Malignano, nel comune di Sovicille, in provincia di Siena.
Le prime testimonianze dell'uomo in questa zona sono molto antiche, ma al sorgere della civiltà etrusca, gli ultimi secoli dell'Età del ferro, nel periodo dall'VIII secolo a.C. al VII secolo a.C., nella necropoli di Malignano viene scavata una tomba principesca, molto articolata, e profonda venti metri. Attorno a questa, in età arcaica, sono state aggiunte la maggior parte delle altre tombe a camera, che in questa necropoli hanno una certa varietà di tipologie. Le vie di comunicazione, lungo il corso del fiume Merse, devono aver dato impulso agli scambi commerciali, e le sepolture del IV secolo mostrano una certa agiatezza, dati i corredi con ceramiche di importazione rinvenuti nelle necropoli di Malignano, Orgia, Grotti e Toiano nei dintorni di Sovicille.
La necropoli di Malignano, seppure abbiamo notizie che in passato abbia restituito corredi ora dispersi, viene indagata scientificamente solo nel 1964 dalla Etruscan Foundation, portando alla luce tombe a camera e a pozzetto scavate nella roccia calcarea, in cui sono stati rinvenuti corredi di ceramiche volterrane, altre più comuni ed alcune monete, che portano il termine di uso delle sepolture all'epoca romana, il III secolo a.C. e il II secolo a.C.. L'uso prevalente della necropoli è stato durante il V secolo a.C., facendo riferimento ai materiali di Età classica raccolti nel 1983 durante le opere di restauro avanzate dalla Soprintendenza Archeologica per la Toscana.

## Altre Immagini

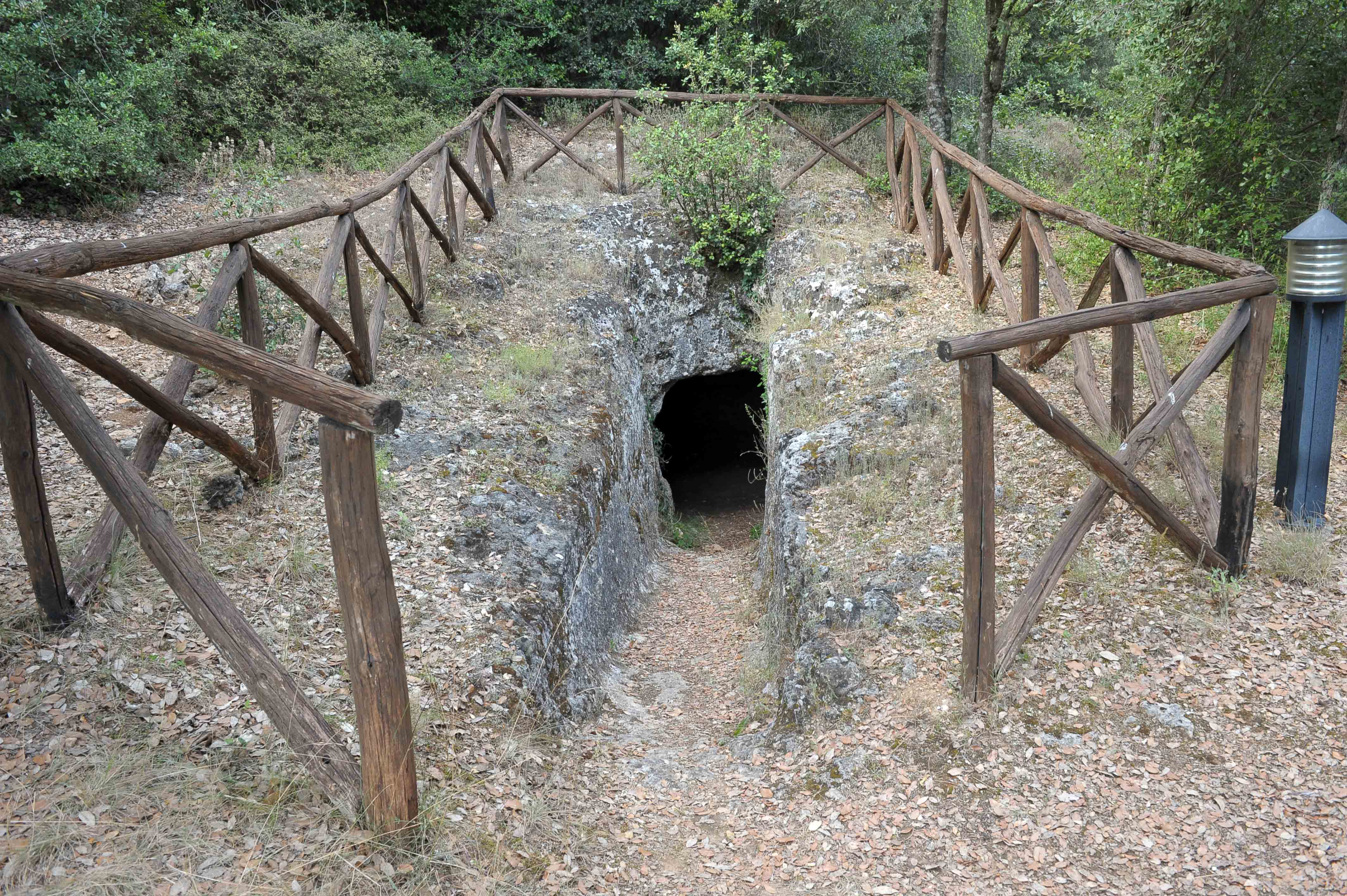
Dromos di accesso di una tomba
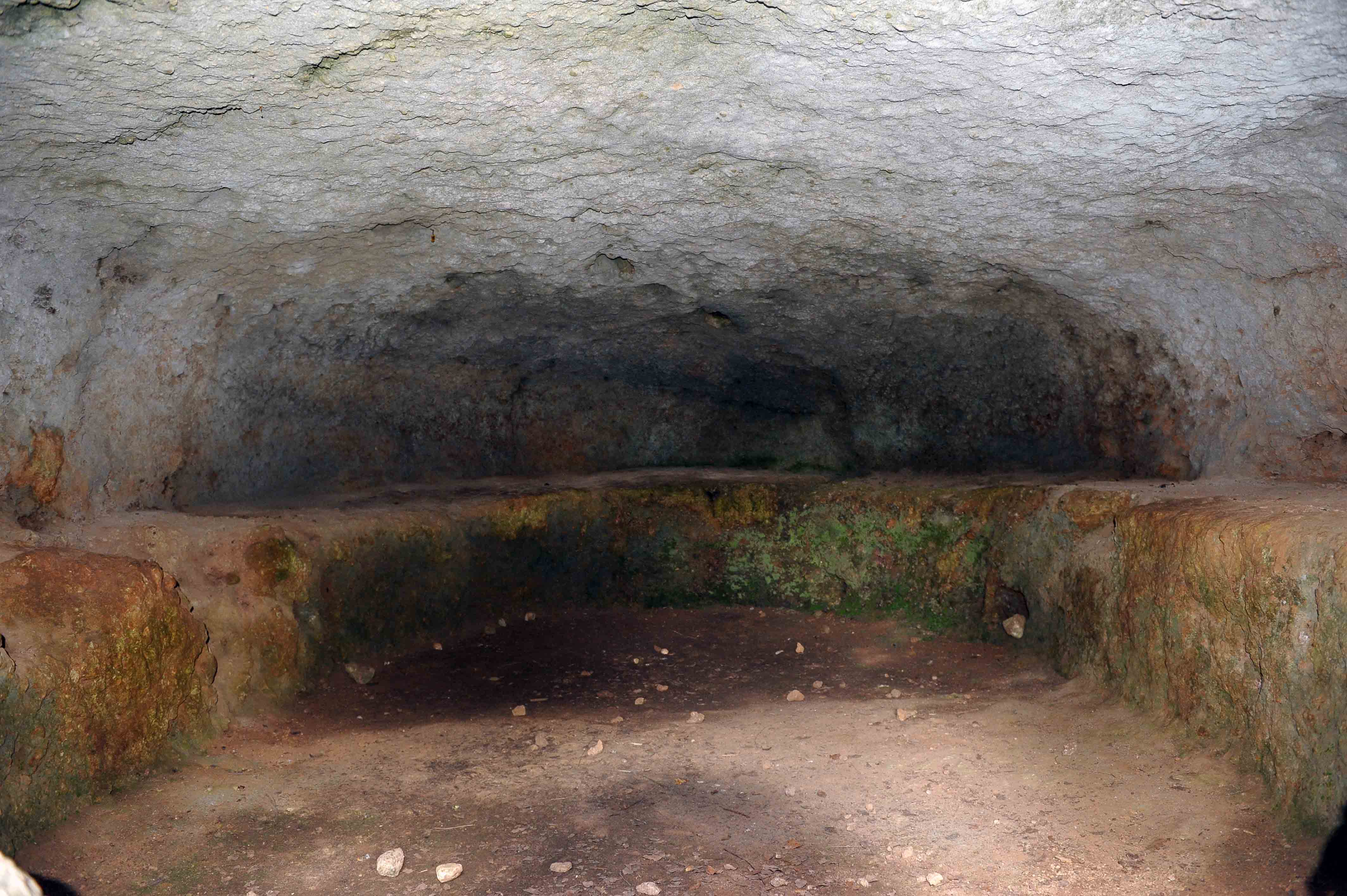
Camera sepolcrale
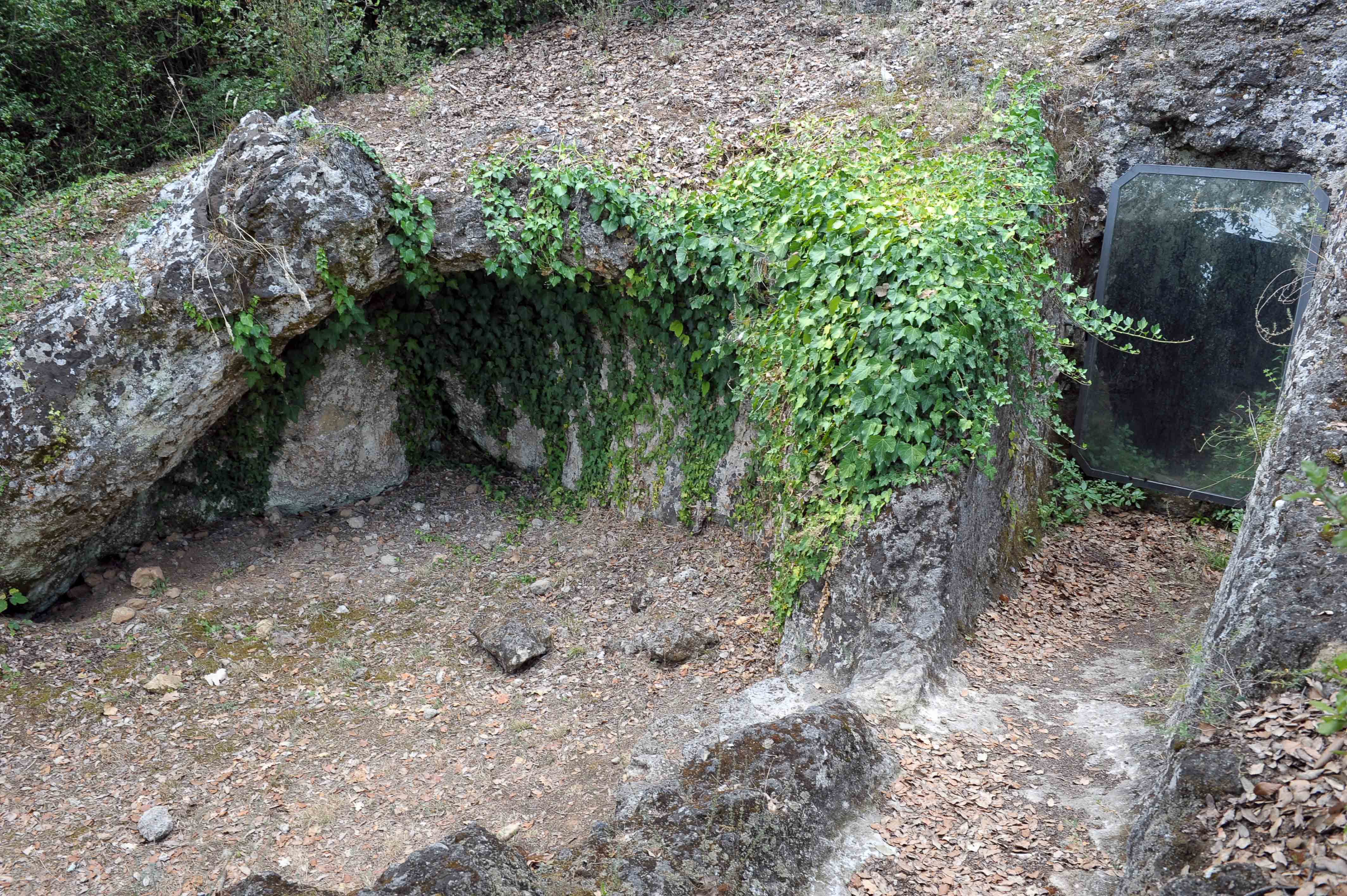
Esterno di altre tombe
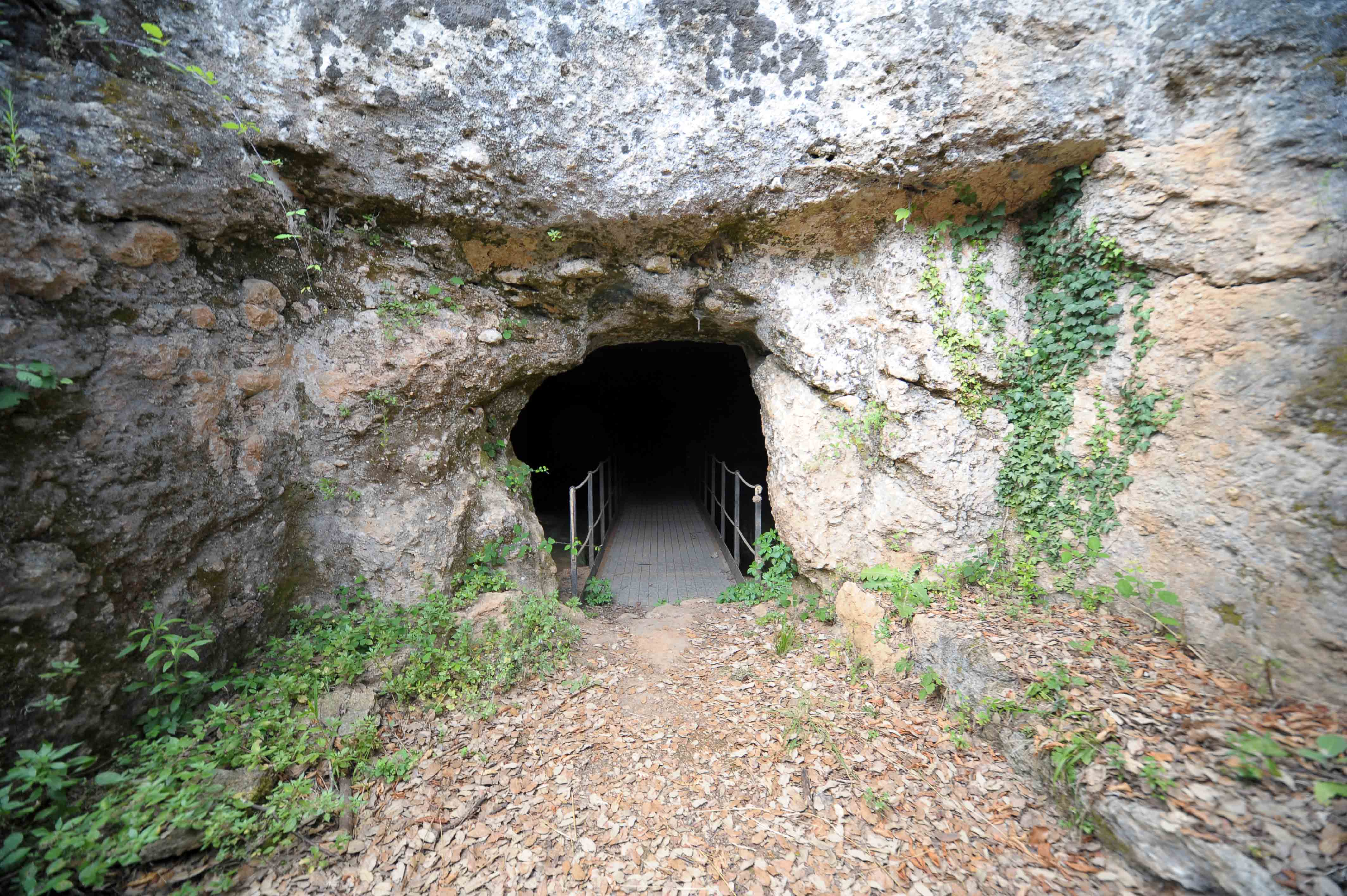
Ingresso della sepoltura monumentale